# Ernei
Ernei (veraltet Erneiul Mare oder Erneul Mare; deutsch Rohrdachen, ungarisch Nagyernye) ist eine Gemeinde im Kreis Mureș in der Region Siebenbürgen in Rumänien.
Der Ort ist auch unter der deutschen Bezeichnung Großarn und Arn und der ungarischen Ernye bekannt.

## Geographische Lage

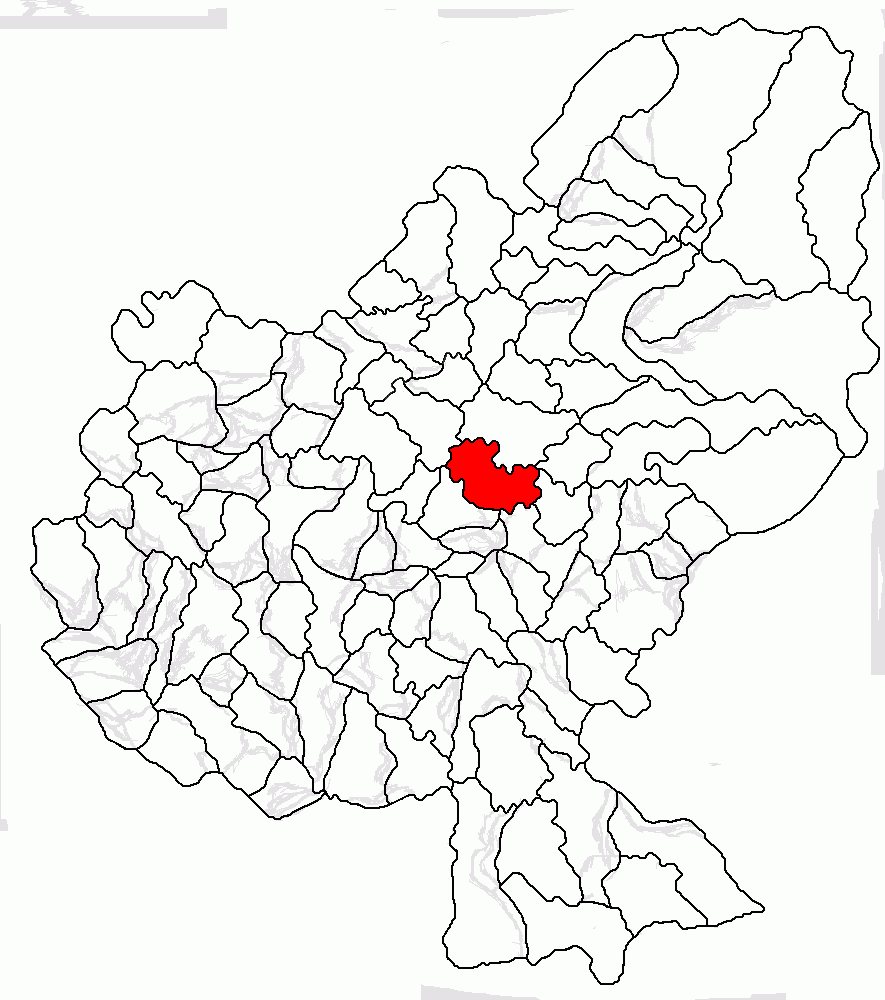
Lage der Gemeinde Ernei im Kreis Mureș

Die Gemeinde Ernei liegt im Mureș-Tal im Siebenbürgischen Becken nördlich des Kokel-Hochlands (Podișul Târnavelor) im Zentrum des Kreises Mureș. Am Bach Terebici – ein linker Nebenfluss des Mureș (Mieresch) – und der Nationalstraße DN15 befindet sich der Ort Ernei zehn Kilometer nördlich von der Kreishauptstadt Târgu Mureș (Neumarkt am Mieresch) entfernt. Auf dem Gebiet der Gemeinde verläuft die Bahnstrecke Târgu Mureș–Deda–Gheorgheni mit einer Haltestelle im eingemeindeten Dorf Dumbrăvioara (Scharnberg).

## Geschichte
Der Ort Ernei, von Szekler gegründet, wurde 1332 erstmals urkundlich erwähnt, wobei archäologische Funde auf dem Areal des Ortes bis in die Jungsteinzeit zurückdatiert wurden.
Auf dem Gebiet des eingemeindeten Dorfes Călușeri (ungarisch Székelykál) wurden zahlreiche archäologische Funde gemacht und auf dem von den Einheimischen genannten Areal Valea lui Bogdan (ungarisch Bogdánvőlgye), Reste von Bauten aus dem Mittelalter und bei Fântână Sf. Petru Reste einer römischen Siedlung gefunden. Auch auf dem Areal des eingemeindeten Dorfes Dumbrăvioara wurden außer zahlreichen Fundstücken Reste einer mittelalterlichen Burg gefunden. Funde ehemaliger Siedlungen auf den Gebieten der eingemeindeten Dörfer Icland (ungarisch Ikland) und Săcăreni (ungarisch Székes) konnten noch keinem Zeitalter zugeordnet werden.
Im Königreich Ungarn gehörte die Gemeinde dem Stuhlbezirk Maros felső (Ober-Maros) im Komitat Maros-Torda und anschließend dem historischen Kreis Mureș und ab 1950 dem heutigen Kreis Mureș an.
2018 entschied der Gemeinderat die Abwasserkanalisation in Dumbrăvioara um fast 6 Kilometer zu verlängern und ein neues Rathaus zu bauen.

## Bevölkerung
Die Bevölkerung der Gemeinde Ernei entwickelte sich wie folgt:
| 1850 | 3.737 | 565 | 2.831 | -  | 341              |
| 1930 | 4.855 | 599 | 3.876 | 11 | 369              |
| 1966 | 6.014 | 771 | 5.189 | 15 | 39               |
| 2002 | 5.219 | 405 | 4.328 | -  | 486              |
| 2011 | 5.835 | 452 | 4.284 | 2  | 1.097            |
| 2021 | 5.843 | 599 | 3.820 | 2  | 1.422 (895 Roma) |

Seit 1850 wurde auf dem Gebiet der heutigen Gemeinde die höchste Einwohnerzahl und die der Magyaren 1966 registriert. Die höchste Anzahl der Rumänen (936) wurde 1920, die der Roma (953) 2011 und die der Rumäniendeutschen (22) 1910 ermittelt.

## Sehenswürdigkeiten
- Im eingemeindeten Dorf Călușeri die unitarische Kirche 1726 und deren Glockenturm 1783 errichtet, stehen unter Denkmalschutz.[7]
- In Dumbrăvioara die reformierte Kirche 1785 errichtet, das Herrenhaus der ungarischen Adelsfamilie Teleki im 18. Jahrhundert errichtet, im 20. erneuert und die Gruft der Adelsfamilie 1772 errichtet, stehen unter Denkmalschutz.[7]

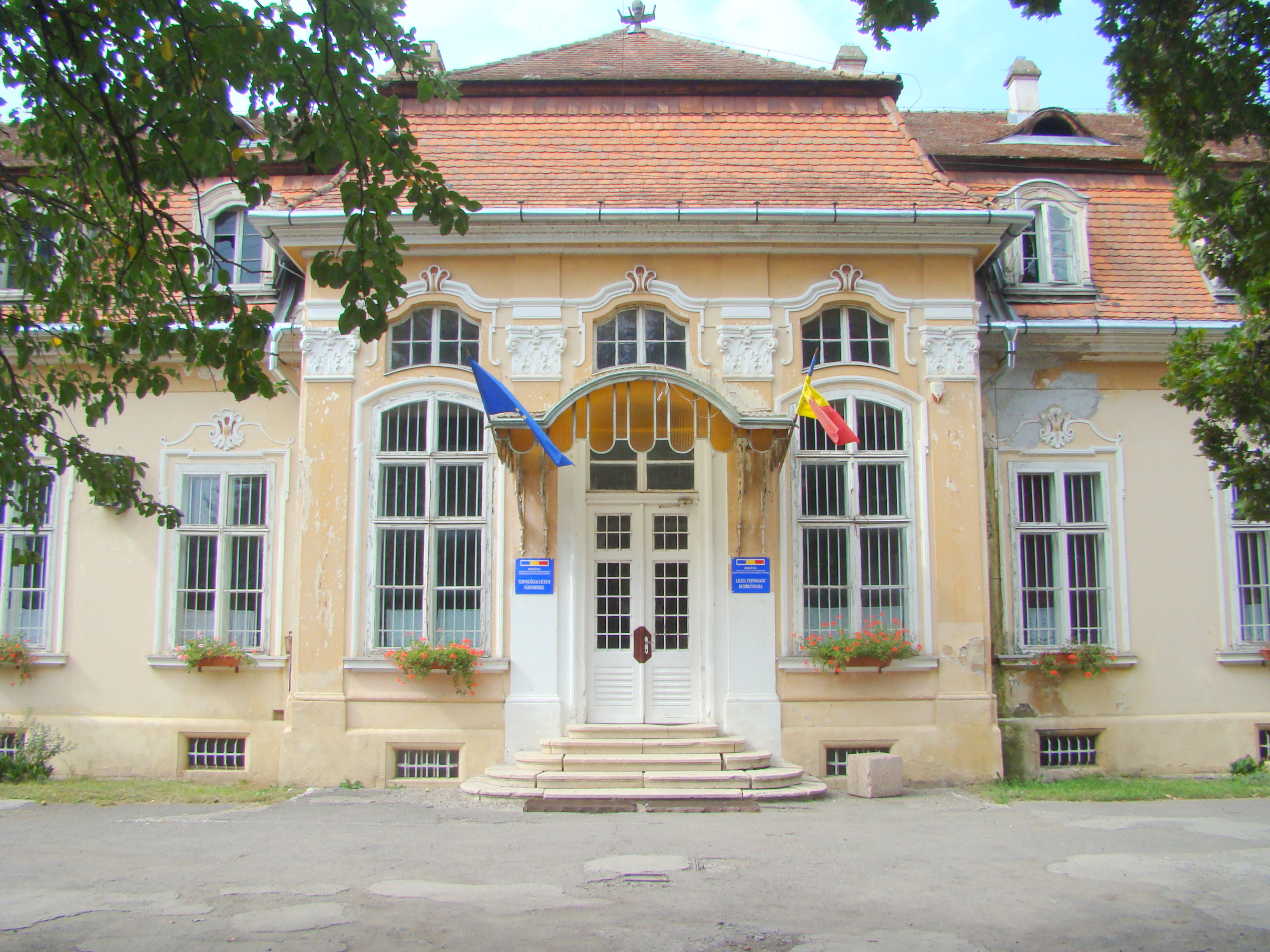
Gutshaus Teleki
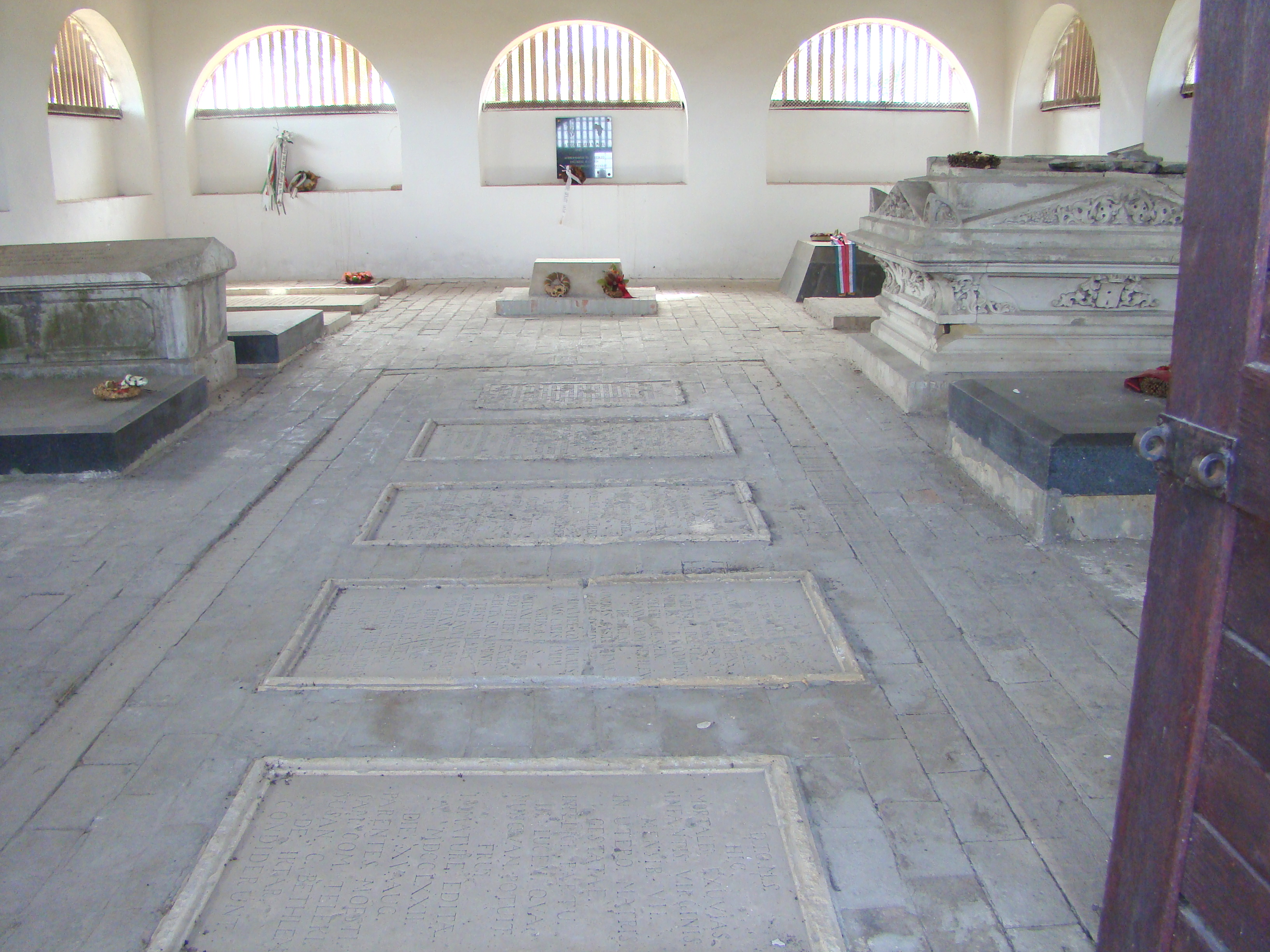
Gruft der Telekis
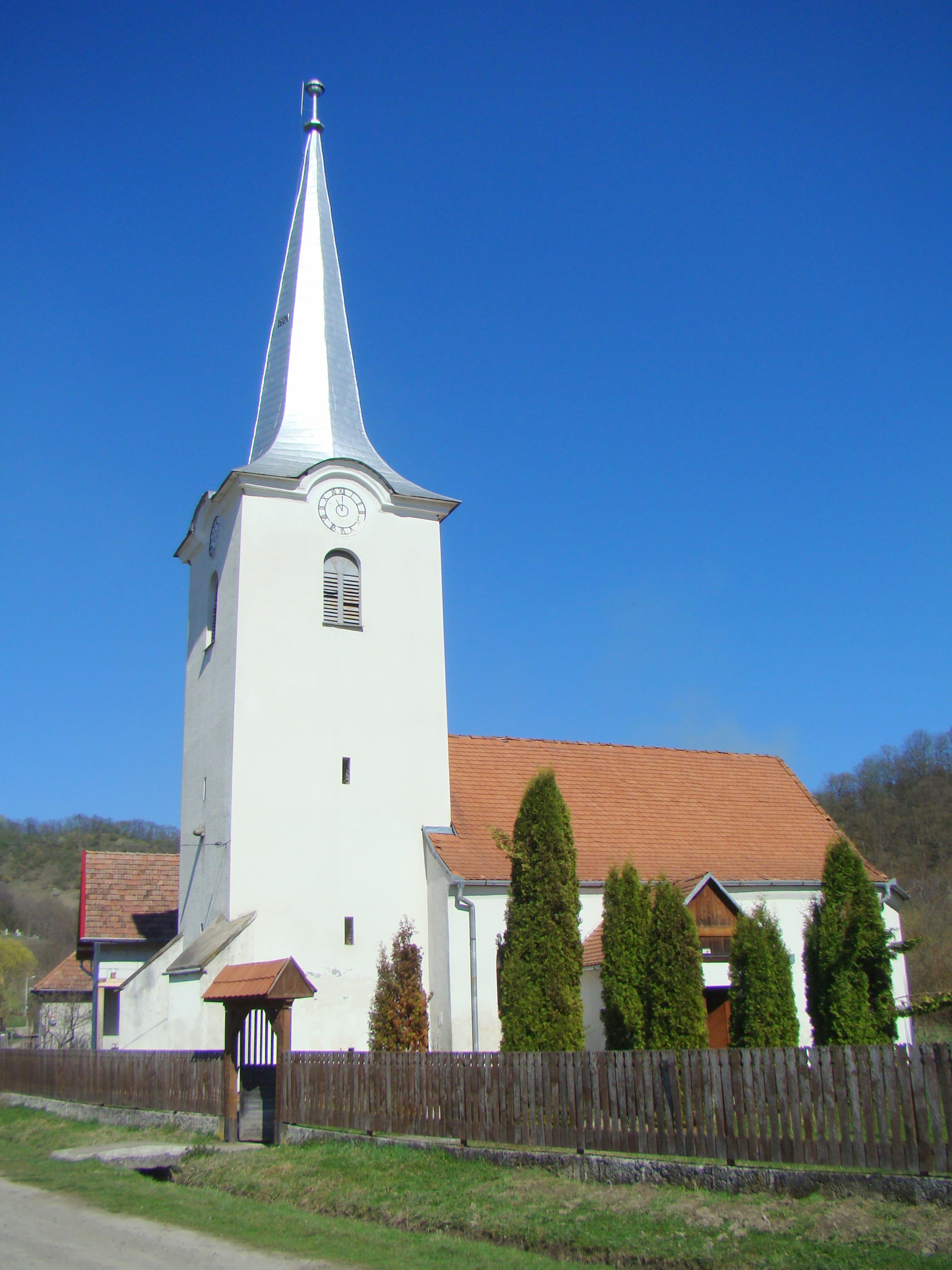
Unitarische Kirche in Călușeri
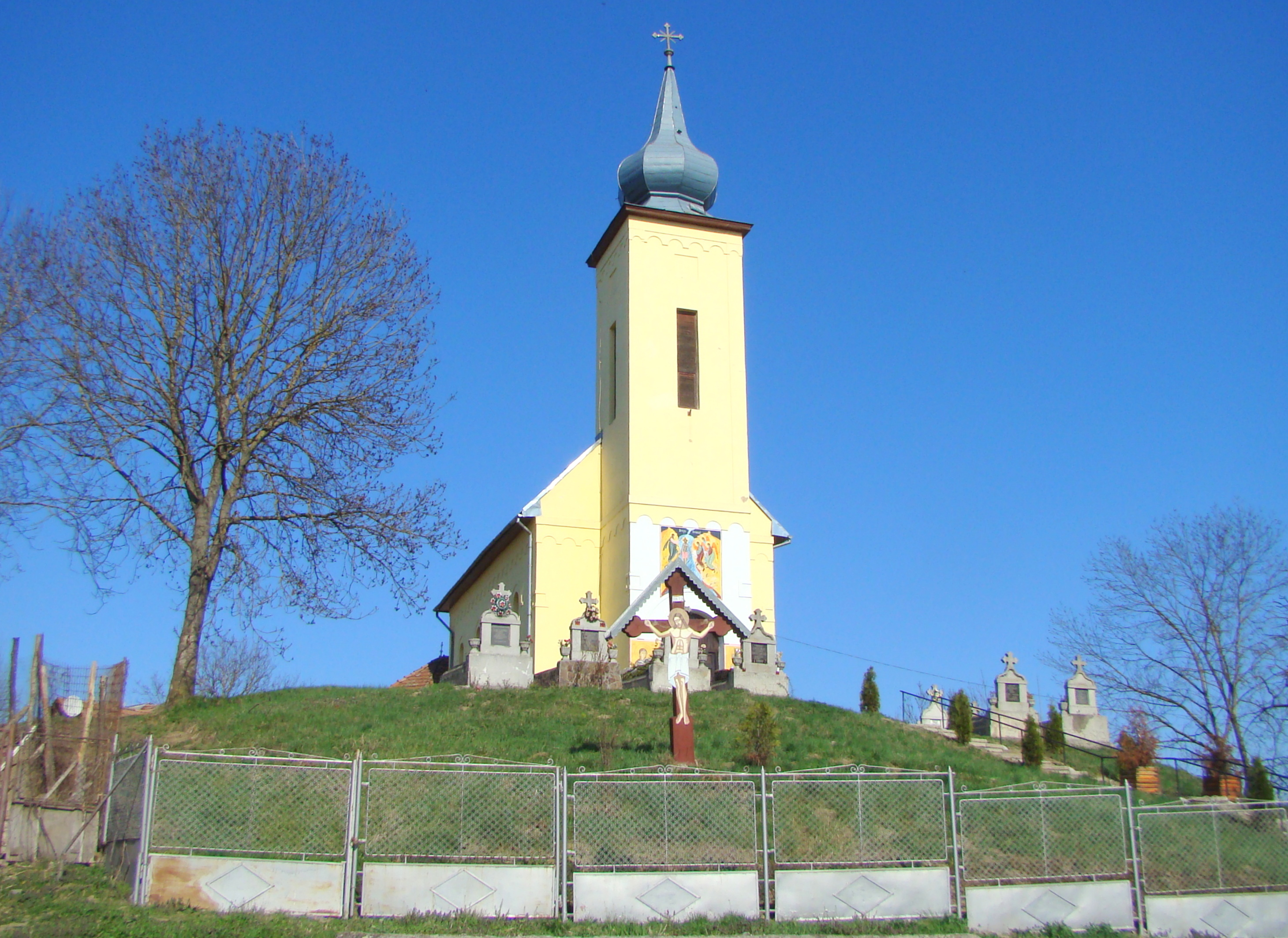
Orthodoxe Kirche in Ernei

## Persönlichkeiten
- Olga Nagy (1921–2006), war Folkloristin, Ethnographin, Romanautorin, Jugendschriftstellerin[13]
- Sámuel Teleki (1739–1822), geboren in Dumbrăvioara,[3] war Hofkanzler des Obergespan im Komitat Bihar, Mitglied der Akademie von Göttingen, Jena und Warschau und Bibliotheksgründer der ungarischen Geschichte mit über 60.000 Bänden. Einen Katalog in drei Bänden 1796–1817 ließ er in Wien und Leipzig in Lateinisch erscheinen.[14]
- Sámuel Teleki (1845–1916), geboren in Dumbrăvioara, war ein ungarischer Politiker und Forschungsreisender